# Headless Cross
Headless Cross är det fjortonde studioalbumet av det brittiska heavy metal-bandet Black Sabbath, utgivet i april 1989. Det är gruppens andra album med sångaren Tony Martin och det första med trummisen Cozy Powell.

## Låtlista
Låtarna skriva av Black Sabbath, om inget annat anges.
1. "The Gates of Hell" – 1:06
2. "Headless Cross" (Martin/Iommi/Powell) – 6:29
3. "Devil & Daughter" (Martin/Iommi/Powell) – 4:44
4. "When Death Calls" – 6:55
5. "Kill in the Spirit World"  – 5:11
6. "Call of the Wild" – 5:18
7. "Black Moon" – 4:06
8. "Nightwing" – 6:35
9. "Cloak & Dagger" (endast på Picture Disc-utgåvan) – 4:37

## Medverkande
- Tony Martin – sång
- Tony Iommi – gitarr
- Geoff Nicholls – keyboard
- Laurence Cottle – bas
- Cozy Powell – trummor, slagverk
- Brian May – gitarrsolo på "When Death Calls"